# Natação no Campeonato Mundial de Esportes Aquáticos de 2011 - 4x100 m medley masculino
A prova do revezamento 4x100 metros medley masculino da natação no Campeonato Mundial de Esportes Aquáticos de 2011 ocorreu no dia 31 de julho no Shanghai Oriental Sports Center  em Xangai.

## Recordes
Antes desta competição, os recordes mundiais e do campeonato nesta prova eram os seguintes:
| Tipo                  | Atleta         | Tempo   | Local | Data                |
| --------------------- | -------------- | ------- | ----- | ------------------- |
|                       | Estados Unidos | 3:27.28 | Roma  | 2 de agosto de 2009 |
| Recorde do campeonato | Estados Unidos | 3:27.28 | Roma  | 2 de agosto de 2009 |

## Medalhistas
| Ouro                                                                          | Prata                                                                           | Bronze                                                                        |
| Estados Unidos · Nick Thoman · Mark Gangloff · Michael Phelps · Nathan Adrian | Austrália · Hayden Stoeckel · Brenton Rickard · Geoff Huegill · James Magnussen | Alemanha · Helge Meeuw · Hendrik Feldwehr · Benjamin Starke · Paul Biedermann |

## Resultados

### Eliminatórias
17 nações participaram da prova. As 8 melhores nações se classificaram para a final.
| Pos. | Bateria | Raia | Nadadores      | Nacionalidade                                                                                                | Tempo   | Notas |
| ---- | ------- | ---- | -------------- | --- | ------- | ----- |
| 1    | 2       | 4    | Estados Unidos | David Plummer (53.97) Eric Shanteau (1:00.13) Tyler McGill (51.00) Garrett Weber-Gale (47.32)                | 3:32.42 | Q     |
| 2    | 1       | 6    | Alemanha       | Helge Meeuw (53.22) Hendrik Feldwehr (59.98) Benjamin Starke (51.79) Markus Deibler (48.70)                  | 3:33.69 | Q     |
| 3    | 1       | 5    | Países Baixos  | Nick Driebergen (54.64) Lennart Stekelenburg (1:00.42) Joeri Verlinden (51.79) Sebastiaan Verschuren (47.74) | 3:34.59 | Q     |
| 4    | 2       | 5    | Japão          | Ryosuke Irie (53.59) Ryo Tateishi (1:00.52) Takeshi Matsuda (51.79) Takuro Fujii (48.92)                     | 3:34.82 | Q     |
| 5    | 1       | 4    | Austrália      | Ben Treffers (54.09) Christian Sprenger (1:00.21) Sam Ashby (52.06) James Roberts (48.52)                    | 3:34.88 | Q     |
| 6    | 2       | 6    | Canadá         | Charles Francis (54.19) Andrew Dickens (1:01.22) Joseph Bartoch (52.31) Brent Hayden (47.64)                 | 3:35.36 | Q     |
| 7    | 3       | 2    | Polónia        | Radoslaw Kawecki (55.20) Dawid Szulich (1:00.82) Paweł Korzeniowski (52.25) Konrad Czerniak (47.86)          | 3:36.13 | Q,    |
| 8    | 3       | 3    | Reino Unido    | Liam Tancock (54.41) Michael Jamieson (1:00.47) Antony James (52.95) Adam Brown (48.36)                      | 3:36.19 | Q     |
| 9    | 3       | 4    | França         | Jérémy Stravius (53.28) Hugues Duboscq (1:00.14) Florent Manaudou (54.02) Fabien Gilot (48.77)               | 3:36.21 |       |
| 10   | 2       | 3    | África do Sul  | Charl Crous (55.60) Cameron van der Burgh (1:00.34) Chad le Clos (52.28) Graeme Moore (48.25)                | 3:36.47 |       |
| 11   | 1       | 3    | Itália         | Mirco Di Tora (54.64) Fabio Scozzoli (59.63) Marco Belotti (53.79) Luca Dotto (48.68)                        | 3:36.74 |       |
| 12   | 3       | 5    | Rússia         | Stanislav Donets (54.25) Roman Sloudnov (1:00.61) Yevgeny Korotyshkin (52.47) Sergey Fesikov (49.49)         | 3:36.82 |       |
| 13   | 3       | 7    | China          | Sun Xiaolei (54.71) Xie Zhi (1:00.59) Zhou Jiawei (52.52) Lü Zhiwu (49.10)                                   | 3:36.92 |       |
| 14   | 3       | 6    | Brasil         | Guilherme Guido (55.12) Felipe França Silva (1:00.11) Kaio de Almeida (53.49) Bruno Fratus (48.27)           | 3:36.99 |       |
| 15   | 1       | 2    | Hungria        | Péter Bernek (55.07) Dániel Gyurta (59.95) Bence Biczó (54.08) Dominik Kozma (49.14)                         | 3:38.24 |       |
| 16   | 3       | 1    | Suécia         | Simon Sjödin (55.70) Jakob Dorch (1:01.94) Lars Frölander (51.65) Petter Stymne (49.05)                      | 3:38.34 |       |
| 17   | 1       | 7    | Lituânia       | Matas Andriekus (56.19) Giedrius Titenis (1:00.32) Vytautas Janušaitis (53.27) Mindaugas Sadauskas (48.79)   | 3:38.57 |       |
| –    | 2       | 2    | Coreia do Sul  | |         | DNS   |
| –    | 2       | 7    | Grécia         | |         | DNS   |

### Final
Estes são os resultados da final.
| Pos.              | Raia | Nadadores      | Nacionalidade                                                                                                | Tempo   | Notas |
| ----------------- | ---- | -------------- | --- | ------- | ----- |
| Medalha de ouro   | 4    | Estados Unidos | Nick Thoman (53.61) Mark Gangloff (1:00.24) Michael Phelps (50.57) Nathan Adrian (47.64)                     | 3:32.06 |       |
| Medalha de prata  | 2    | Austrália      | Hayden Stoeckel (54.22) Brenton Rickard (59.32) Geoff Huegill (51.72) James Magnussen (47.00)                | 3:32.26 |       |
| Medalha de bronze | 5    | Alemanha       | Helge Meeuw (53.53) Hendrik Feldwehr (59.72) Benjamin Starke (51.83) Paul Biedermann (47.52)                 | 3:32.60 |       |
| 4                 | 6    | Japão          | Ryosuke Irie (52.94) Kosuke Kitajima (59.59) Takuro Fujii (51.55) Shogo Hihara (48.81)                       | 3:32.89 |       |
| 5                 | 3    | Países Baixos  | Nick Driebergen (54.32) Lennart Stekelenburg (1:00.62) Joeri Verlinden (51.60) Sebastiaan Verschuren (47.57) | 3:34.11 |       |
| 6                 | 8    | Reino Unido    | Liam Tancock (54.30) Michael Jamieson (1:00.98) Antony James (52.81) Adam Brown (48.49)                      | 3:36.58 |       |
| 7                 | 7    | Canadá         | Charles Francis (54.36) Andrew Dickens (1:01.94) Joseph Bartoch (52.76) Brent Hayden (47.74)                 | 3:36.80 |       |
| 8                 | 1    | Polónia        | Marcin Tarczynski (55.69) Dawid Szulich (1:01.04) Paweł Korzeniowski (52.44) Konrad Czerniak (48.27)         | 3:37.44 |       |

Legenda
| Recorde mundial       | Recorde mundial (World record)               |                       | Recorde africano                      | Recorde africano (African) |                                           | Q | Classificado por posição (Qualified) |
| Recorde do campeonato | Recorde do campeonato (Championship record)  | Recorde da América    | Recorde da América (Americas)         | q                          | Classificado por melhor tempo (Qualified) |   |                                      |
| Melhor marca do ano   | Melhor marca do ano (World leading)          | Recorde asiático      | Recorde asiático (Asian)              | DNS                        | Não largou (Did not start)                |   |                                      |
| Recorde nacional      | Recorde nacional (National record)           | Recorde europeu       | Recorde europeu (European)            | DNF                        | Não terminou (Did not finish)             |   |                                      |
| Recorde pessoal       | Recorde pessoal do atleta (Personal best)    | Recorde da Oceania    | Recorde da Oceania (Oceania)          | DSQ / DQ                   | Desclassificado (Disqualified)            |   |                                      |
| Recorde da temporada  | Recorde da temporada do atleta (Season best) | Recorde sul-americano | Recorde sul-americano (South America) | NM                         | Sem marca (No mark)                       |   |                                      |